# 南科梅利克 (亞利桑那州)
南科梅迪克（英語：South Komelik）是位於美國亞利桑那州皮馬縣的一個人口普查指定地區。根據2010年美國人口普查，該地共人口111人，而該地的面積約為10.10平方千米。

## 地理
南科梅迪克的座標為31°42′52″N 111°46′26″W / 31.71444°N 111.77389°W，而該地最高點為海拔高度781米（即2562英尺）。